# Bagatela (powiat ostrowski)
Bagatela – osada leśna w Polsce, położona w województwie wielkopolskim, w powiecie ostrowskim, w gminie Ostrów Wielkopolski.
W latach 1975–1998 osada należała administracyjnie do województwa kaliskiego.